# 季馬紹夫斯克
45°37′N 38°56′E / 45.617°N 38.933°E
季馬紹夫斯克（俄语：Тимашёвск）是俄羅斯克拉斯諾達爾邊疆區北部的一個城市。距克拉斯諾達爾以北73公里。2002年人口46,618人。
1794年建立，1966年設市。

## 姐妹城市
- 加拿大萊斯布里奇